# Starry Metropolis
Die Starry Metropolis war ein zuletzt unter der Flagge Jamaikas fahrendes Kreuzfahrtschiff, das 1976 als Fährschiff unter dem Namen Kareliya für die sowjetische Black Sea Shipping Company in Dienst gestellt wurde. Nach mehreren Besitzerwechseln und Umbenennungen war das Schiff zuletzt von 2004 bis 2020 für Casinokreuzfahrten vor Hongkong im Einsatz.

## Planung und Bau
Die Kareliya wurde als eines von fünf baugleichen Fährschiffen bei der Wärtsilä-Turku-Werft gebaut. Ihre Schwesterschiffe waren die Azerbaihzan (zuletzt Enchanted Capri; sollte 2020 in Coatzacoalcos abgewrackt werden, lief jedoch bei Alvarado auf Grund), die Belorussiya und die Gruziya (beide 2022 verschrottet) und die Kazakhstan (zuletzt als Island Adventure in Fahrt, 2012 in Alang abgewrackt). Die Kareliya konnte bis zu 1009 Passagiere in 504 Kabinen sowie 256 PKW befördern. Das Schiff wurde am 14. April 1976 vom Stapel gelassen.

## Dienstzeit

### KareliyaundLeonid Brezhnev

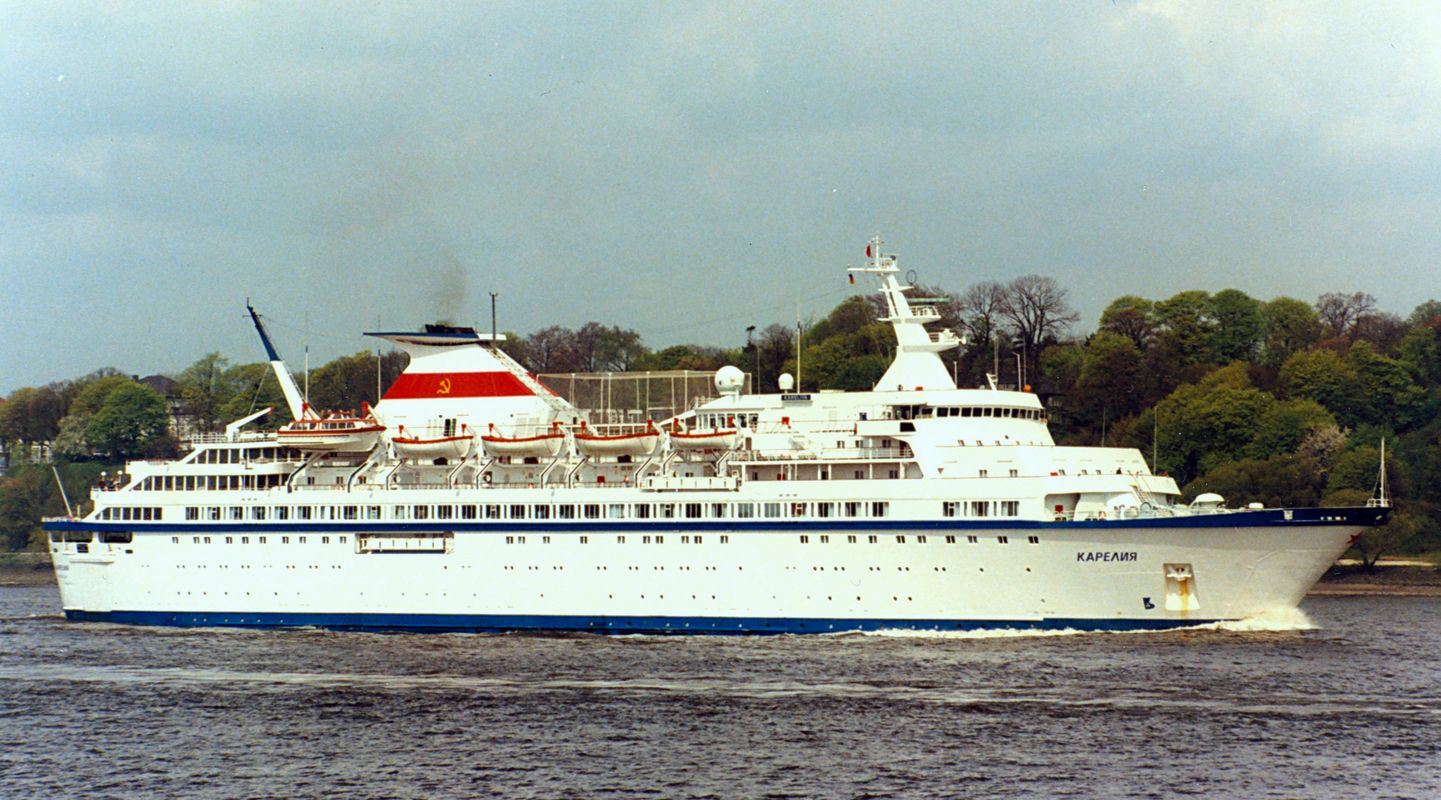
Die Kareliya vor Hamburg, Mai 1992

Die Kareliya wurde im Dezember 1976 an die Black Sea Shipping Company abgeliefert und konnte sowohl als Fähre als auch für Kreuzfahrten eingesetzt werden. Heimathafen des Schiffes war Odessa.
Am 1. Juni 1981 lief die Kareliya während einer Kreuzfahrt vor Arrecife auf Grund und musste evakuiert werden. Am 30. Juli traf das Schiff zur Reparatur in Tyne ein, wo es gleichzeitig auch modernisiert und zu einem reinen Kreuzfahrtschiff umgebaut wurde.
Im Dezember 1982 wurde der Name des Schiffes in Leonid Brezhnev umgeändert. 1989 erhielt es wieder seinen ursprünglichen Namen. Die Kareliya blieb weitere acht Jahre in Fahrt, ehe sie am 17. März 1997 wegen offener Zahlungsforderungen der Reederei in Nouméa arrestiert wurde.

### Olvia
Neuer Eigner wurde im Mai 1998 Kaalbye Shipping International mit Sitz in Monrovia, die das Schiff in Olvia umbenannten. Es wurde weiterhin für Kreuzfahrten eingesetzt und unter anderem auch von der Hilfsorganisation Peace Boat gechartert. 2001 wurde die K&O Shipping mit Sitz in Panama Eigentümer des Schiffes.

### NeptuneundCT Neptune

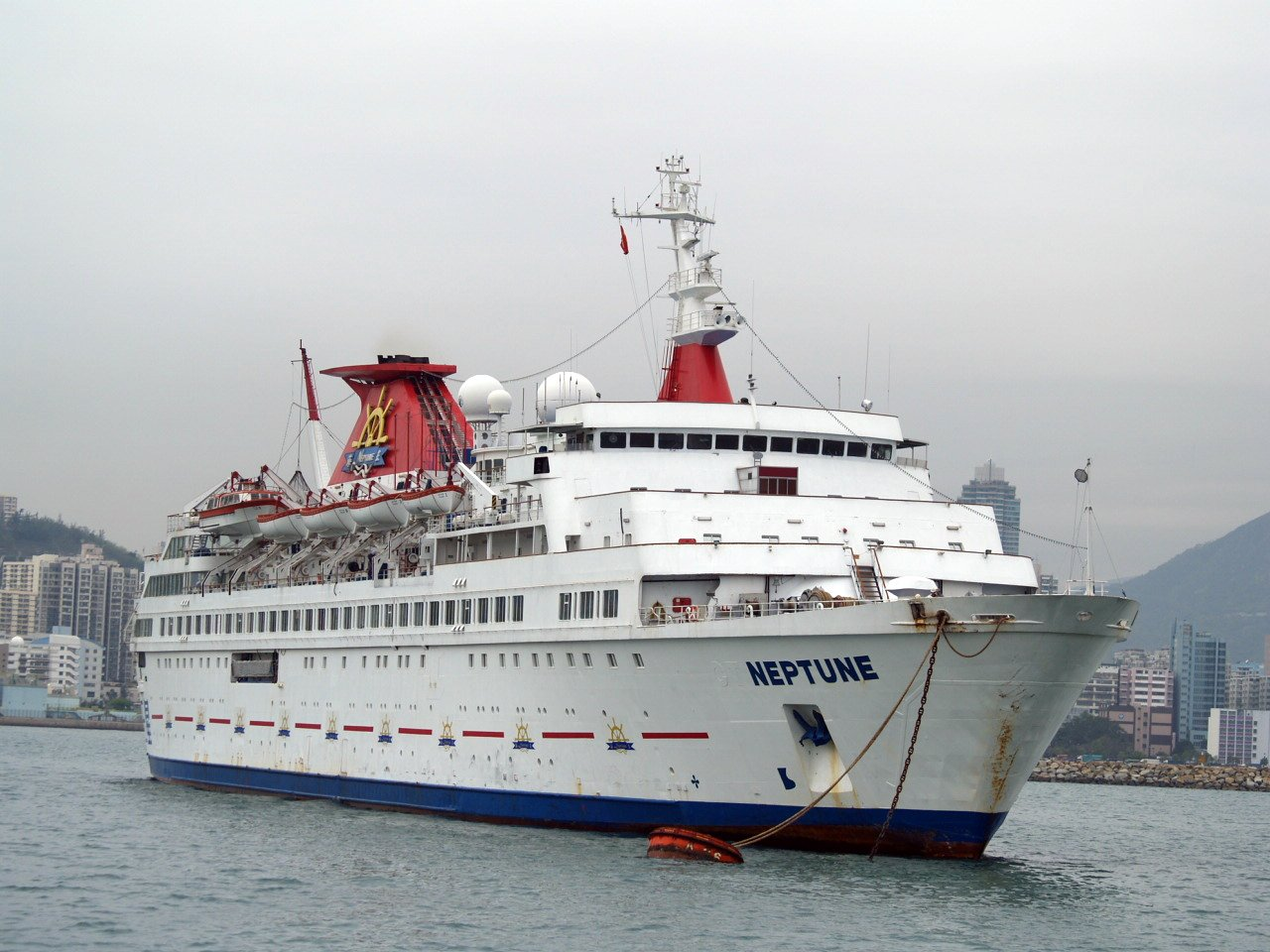
Die Neptune vor Hongkong, Juni 2009

Im Dezember 2004 wurde die Olvia in Neptune umbenannt, um zukünftig als Casinoschiff vor Hongkong eingesetzt zu werden. Von April 2005 bis zum Februar 2006 hieß das mittlerweile an Walden Maritime SA verkaufte Schiff zwischenzeitlich CT Neptune, ehe es ab März 2006 für Casinokreuzfahrten in Hongkong von Neptune Cruises eingesetzt wurde.

### Starry Metropolis
Im Juli 2011 verkaufte Walden Maritime das Schiff an China International. Es wurde in Starry Metropolis umbenannt und fortan von der Metropolis Cruise Group für Casinokreuzfahrten  eingesetzt. Neben der Starry Metropolis setzte die Metropolis Cruise Group die Oriental Dragon und die Metropolis ein.
Die Starry Metropolis konnte bis zu 650 Passagiere befördern. Zur Ausstattung des Schiffes gehörten neben dem Bordcasino mehrere Restaurants, ein Nachtclub, eine Veranstaltungshalle und eine KTV-Lounge.
Im April 2020 wurde der Starry Metropolis die Klassifikation entzogen, im Oktober 2020 folgte die Beschlagnahmung des Schiffes aufgrund von nicht bezahlter Gehälter an die Besatzung. Am 25. März 2021 ging die Starry Metropolis bei einer Auktion für rund 2,5 Mio. Euro in den Besitz einer Abwrackwerft über. Am 4. Mai 2021 verließ das Schiff Hongkong im Schlepp der TC Vigour Richtung Alang, wo sie am 14. Juni 2021 zur Verschrottung gestrandet wurde. Die Starry Metropolis war das letzte aktive Casinoschiff in Hongkong.